# メーガン (サセックス公爵夫人)
サセックス公爵夫人メーガン（サセックスこうしゃくふじんメーガン、英: Meghan, Duchess of Sussex、1981年8月4日 - ）は、イギリス王室のアメリカ人メンバー、元女優である。国王チャールズ3世の次男であるサセックス公ハリー王子の妻である。
カリフォルニア州ロサンゼルスで生まれ育つ。彼女の女優としてのキャリアはノースウェスタン大学で始まった。彼女の最後の、そして最も重要なスクリーン上での役割は、アメリカのテレビ法律ドラマ「Suits」の7シーズン（2011～2018年）のレイチェル・ゼイン役であった。彼女はまた、ソーシャルメディアでの存在感を示した。これにはライフスタイルブログ「The Tig」（2014～2017年）が含まれ、彼女のファッションセンスが認められ、2015～2016年に2つの衣料品ラインの作成とリリースにつながった。The Tigの期間中、メーガンは主に女性問題や社会正義に焦点を当てたチャリティー活動に参加するようになった。2011年から2014年に離婚するまで、アメリカの映画プロデューサー、トレバー・エンゲルソンと夫婦関係にあった。
メーガンは、2018年のハリー王子との結婚を機に女優業を引退し、サセックス公爵夫人として知られるようになった。二人の間には、アーチー・マウントバッテン＝ウィンザーとリリベット・マウントバッテン＝ウィンザーという二人の子供がいる。2020年1月、夫妻は現役の王族を引退し（サセックス公爵と公爵夫人の英国王室離脱）、その後カリフォルニアに定住。2020年10月、非営利活動やクリエイティブなメディアベンチャーを中心としたアメリカの公共団体「Archewell Inc.」を創設する。その後、子供向けの絵本「The Bench」を発表し、Spotifyのポッドキャスト「Archetypes」を開始した。メーガンとハリーは、オプラ・ウィンフリーのインタビューを撮影し、2021年3月に放送され、Netflixのドキュメンタリー番組『Harry & Meghan』が2022年12月に公開され、大きな話題となった。

## プロフィール

### 生い立ち
1981年8月4日、アメリカカリフォルニア州ロサンゼルスでレイチェル・メーガン・マークルとして誕生した。父親はオランダ・アイルランド系、母親はアフリカ系アメリカ人である。メーガンの育った地域は「ブラックビバリーヒルズ」と呼ばれており、裕福な環境で育った。
ノースウェスタン大学に在学し、演劇と国際関係を同時専攻した。在学中は炊き出しに志願し、卒業後はインターンシップ生としてブエノスアイレスの駐アルゼンチンアメリカ合衆国大使館に勤務した。

### 女優として

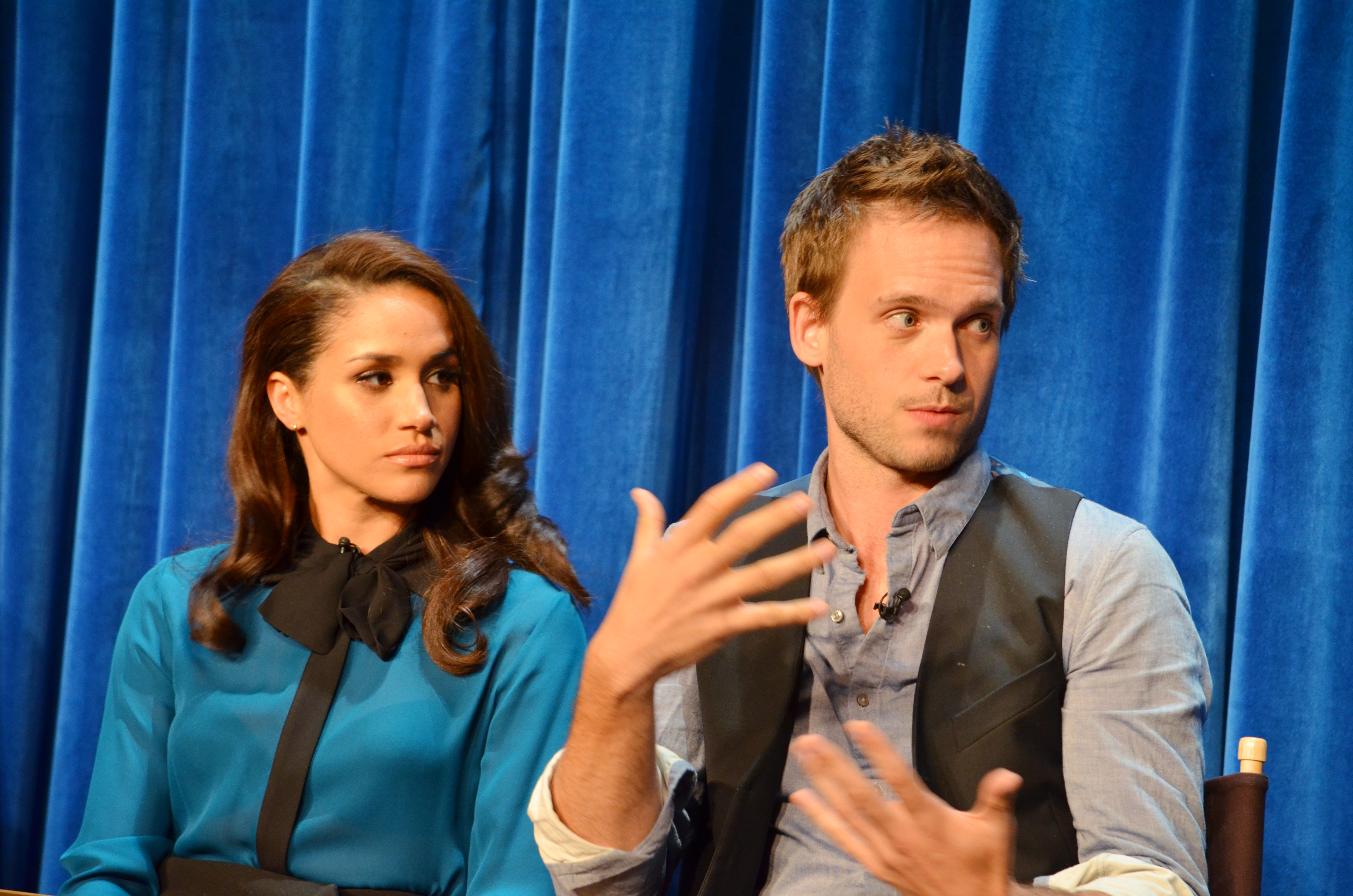
米国TVドラマ「SUITS/スーツ」のプロモーションにて共演者のパトリック・J・アダムスと（2013年）

2002年にソープオペラ『ジェネラル・ホスピタル』でメーガン・マークルとして女優デビューする。その後は『Century City』（センチュリー・シティー）、『Cuts』（カッツ）、『Love, Inc.』（ラブ・インク）、『The War at Home』（ザ・ウォー・アット・ホーム）、『新ビバリーヒルズ青春白書』、『ナイトライダーNEXT』、『WITHOUT A TRACE/FBI 失踪者を追え!』、『キャッスル 〜ミステリー作家は事件がお好き』などにゲスト出演した。2006年にはクイズ番組『Deal or No Deal』（ディール・オア・ノー・ディール）に出演した。
2011年からはテレビシリーズ『SUITS/スーツ』でメインキャストの1人のレイチェル・ゼイン役を務めていた。
2014年、The Tigで食べ物、美容、ファッション、旅行、自分自身のことについての執筆を始めた。2017年4月に自らのアカウントを削除し、190万人のフォロワーを獲得していたInstagramや、35万人以上のフォロワーを獲得したTwitterを2018年1月に閉鎖している。2017年3月にはタイム誌の記事のなかで月経に関する偏見に関して取り組んでいる。

### 初期の交際と1回目の結婚
2004年から映画プロデューサーのトレヴァー・エンゲルソンと交際し、2011年8月16日にジャマイカのオーチョ・リオスで結婚したが、2013年7月に別居、2014年2月に離婚した。

### 2回目の結婚と出産

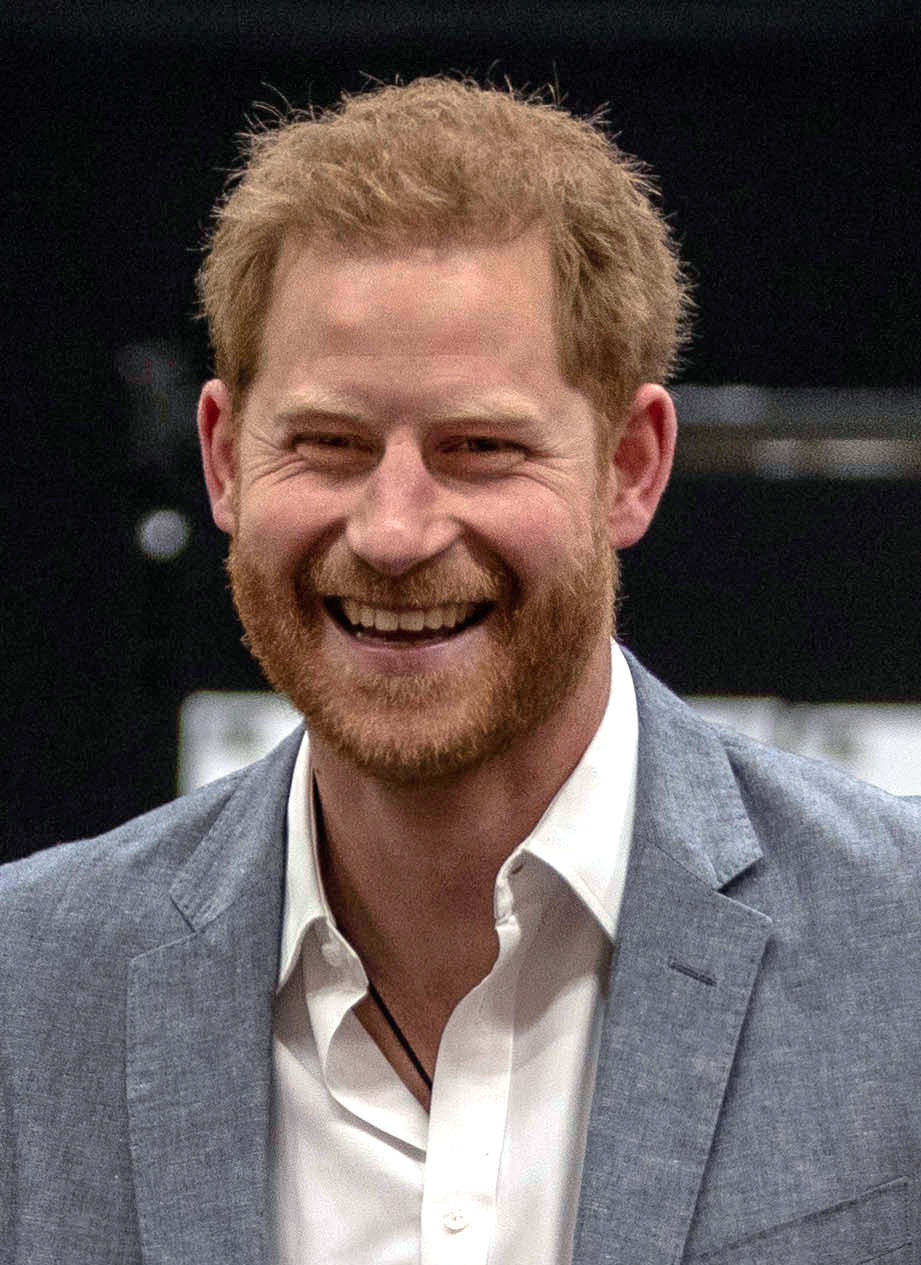
夫のヘンリー王子（2018年 - ）

### ヘンリー王子との結婚
2017年11月27日、イギリス王室のヘンリー王子と婚約したことを発表した。2人は2016年7月に知人の紹介をへて、知り合った。
ヘンリー王子との結婚式は、2018年5月19日にウィンザー城の聖ジョージ礼拝堂で行われた。

### 子ども
2019年5月6日、午前5時26分（日本時間：5月6日午後1時26分）に出産、第1子の長男アーチーが誕生。なおその後、2020年7月に流産を経験している。
2021年6月6日、第二子となる女児の出産・誕生を発表した。リリベット・ダイアナと命名された。2023年3月3日には洗礼を受け、王女の称号を使用することとなった。

### カナダへの移住
2020年1月からはカナダのバンクーバー島に滞在していたが、公務を引退し王室の現役メンバーではなくなったことに伴い、警護がイギリス国費で行われることは無くなった。警備費自己負担を求める署名が9万人を超え、同年2月27日にカナダ政府は夫妻の警備費の負担の停止を発表した。2019年11月18日から2020年1月19日までに王立カナダ騎馬警察による警備費は56,384ドル以上かかっていた。
メーガンにはアメリカ市民権があるため、カナダで労働ビザの取得が困難であり、メーガンはカナダとアメリカ両国に納税を迫られる可能性があったという事情もあった。カナダ政府は警備費負担の条件として、カナダ政府への納税を条件としたという。

### アメリカへの移住
2020年3月中にコロナ禍のロサンゼルスへ移住しているが、トランプ前大統領は警備費を払わないことを29日にTwitterで明言した。同年8月には、カリフォルニア州サンタバーバラに1800万ドルの豪邸を購入したと報じられている。

## 称号と紋章

### 称号

メーガンのモノグラム

ヘンリー王子との結婚にともない、メーガンは「殿下」の敬称を「サセックス公爵夫人」、「ダンバートン伯爵夫人」、「キルキール男爵夫人」の称号と同様に与えられた。メーガンは「サセックス公爵夫人殿下」となるが、過去に唯一存在したサセックス公爵であるオーガスタス・フレデリック王子が正式な結婚をしなかったために、そう呼ばれる最初の女性となる。
2020年1月8日にサセックス公爵夫妻は「王室の主要なメンバー (senior member of the royal family) から身を引き財政的自立に努める」との声明を発表した。同月13日にエリザベス女王、チャールズ王太子、ケンブリッジ公ウィリアムとサセックス公ヘンリーによる「家族会議」が開かれると、王室は「建設的な話し合い」がなされ、数日中に最終決定がなされる見通しを発表、それから5日後の1月18日に王室はサセックス公夫妻は「殿下」の称号を実際に使用しないことに合意したと発表したが、法的には称号を保持したままである。
2021年2月19日、王室はヘンリー夫妻が王室の公務に復帰しないことと発表した。女王がヘンリーに「王室の仕事を離れ、公務に伴う責任と義務を継続することは不可能である」と確認したという。このため、メーガンはクイーンズ・コモンウェルス・トラスト、ロイヤル・ナショナル・シアターのパトロン（後援者）としての公的地位を返上した。

## その他

### 社会的活動
11歳の頃、小学校の授業で視聴したプロクター・アンド・ギャンブル (P&G) の台所用洗剤の広告における「アメリカ中の女性が、鍋やフライパンのしつこい油汚れと戦っている」というキャッチフレーズや、それに同調した男子児童の言葉に傷つき、相談した父親の助言を受け、抗議のためメーカーの社長、女性弁護士、当時のファーストレディであったヒラリー・クリントン、ニコロデオンで放送されていた子供向けニュース番組（当時）の司会者に手紙を送り、のちに洗剤メーカーがキャッチフレーズを「アメリカ中の人々が、鍋やフライパンのしつこい油汚れと戦っている」に変えた体験から、2015年に国連組織UNウィメンの支持者として「国際女性デー」にスピーチを行った。国際NGO「ワールド・ビジョン」のアンバサダーとしてルワンダやインドを訪問するなど、慈善活動も行った。

### トランプ大統領への批判
自身がアメリカ合衆国に在住していた2016年アメリカ合衆国大統領選挙期間中には、共和党ドナルド・トランプ候補の女性蔑視発言などを批判。「トランプが当選したらカナダに移住する」とコメントしたことがある。
2019年、「訪英を前にしたトランプ大統領がメーガンを批判した」とするニュースが大衆紙ザ・サンを通じて流れたが、トランプ側は「フェイクニュースだ」として否定している。結局、訪英中に2人が接触する機会はなかった。

## フィルモグラフィ

### 映画
| 公開年 | 日本語版の題 原題                                       | 役名      | 備考           |
| ------ | ------------------------------------------------------- | --------- | -------------- |
| 2005   | 最後に恋に勝つルール A Lot Like Love                    | ナタリー  |                |
| 2006   | (日本語版なし) Deceit                                   | グウェン  | テレビ映画     |
| 2010   | (日本語版なし) The Candidate                            | カット    | 短編映画       |
| 2010   | (日本語版なし) The Boys and Girls Guide to Getting Down | ダナ      | テレビ映画     |
| 2010   | リメンバー・ミー Remember Me                            | ミーガン  |                |
| 2010   | 伝説のロックスター再生計画! Get Him to the Greek        | タチアナ  | クレジット無し |
| 2011   | モンスター上司 Horrible Bosses                          | FedEx社員 |                |
| 2012   | (日本語版なし) Dysfunctional Friends                    | テリー    |                |
| 2012   | (日本語版なし) Random Encounters                        | ミンディ  |                |

### テレビシリーズ
| 放映年    | 日本語版の題 原題                                 | 役名                       | 備考                                                   |
| --------- | ------------------------------------------------- | -------------------------- | ------------------------------------------------------ |
| 2002      | ジェネラル・ホスピタル General Hospital           | ジル                       | 第10150話                                              |
| 2004      | (日本語版なし) Century City                       | ナターシャ                 | 第1シーズン第4話「A Mind is a Terrible Thing to Lose」 |
| 2005      | (日本語版なし) Cuts                               | Cori                       | 第1シーズン第5話「My Boyfriend's Back」                |
| 2005      | (日本語版なし) Love, Inc.                         | テレサ・サントス           | 第1シーズン第9話「One on One」                         |
| 2006      | (日本語版なし) The War at Home                    | スーザン                   | 第1シーズン第17話「The Seventeen-Year Itch」           |
| 2006      | CSI:ニューヨーク CSI:NY                           | ヴェロニカ・ペレス         | 第3シーズン第7話「殺しのブルース」                     |
| 2008      | 新ビバリーヒルズ青春白書 90210                    | ウェンディ                 | 計2話出演                                              |
| 2008      | (日本語版なし) Til Death                          | タラ                       | 第3シーズン第2話「Joy Ride」                           |
| 2009      | ナイトライダーNEXT Knight Rider                   | アニー・オーティス         | 第1シーズン第14話「Fight Knight」                      |
| 2009      | WITHOUT A TRACE/FBI 失踪者を追え! Without a Trace | ホリー・シェパード         | 第7シーズン第15話「カメレオン」                        |
| 2009      | FRINGE/フリンジ Fringe                            | エイミー・ジェサップ捜査官 | 計2話出演                                              |
| 2009      | (日本語版なし) The League                         | Random Girl                | 第1シーズン第2話「The Bounce Test」                    |
| 2010      | CSI:マイアミ CSI:Miami                            | モントーヤ巡査             | 第8シーズン第20話「もう一人のカリー・デュケーン」      |
| 2011-2018 | SUITS/スーツ Suits                                | レイチェル・ゼイン         | メインキャスト                                         |
| 2012      | キャッスル 〜ミステリー作家は事件がお好き Castle  | シャーロット・ボイド       | 第4シーズン第17話「おとぎ話連続殺人」                  |

## 著書

### 絵本
- The Bench （Puffin、2021年）絵：クリスチャン・ロビンソン